# جام ملت‌های آفریقا ۲۰۱۵
جام ملت‌های آفریقا ۲۰۱۵ (انگلیسی: 2015 Africa Cup of Nations) سی‌امین دوره از رقابت‌های جام ملت‌های آفریقا بود که به میزبانی کشور گینه استوایی برگزار شد. ۱۶ تیم در ۴ گروه ۴ تیمی به رقابت پرداختند. تیم ملی فوتبال ساحل عاج در این دوره از رقابت‌ها به مقام قهرمانی جام ملت‌های آفریقا رسید.

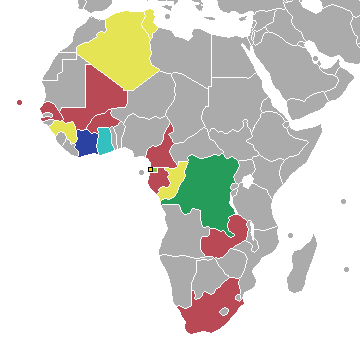

## انتخاب میزبان
کشورهای متقاضی:
| کشور متقاضی           | آخرین میزبانی          |
| --------------------- | ---------------------- |
| بوتسوانا              | -                      |
| کامرون                | جام ملت‌های آفریقا ۱۹۷۲ |
| جمهوری دموکراتیک کنگو | -                      |
| گینه                  | -                      |
| مراکش                 | جام ملت‌های آفریقا ۱۹۸۸ |
| آفریقای جنوبی         | جام ملت‌های آفریقا ۱۹۹۶ |
| زامبیا                | -                      |
| زیمبابوه              | -                      |

کنفدراسیون فوتبال آفریقا (CAF) قبل از ۳۰ سپتامبر ۲۰۱۰، آخرین مهلت درخواست میزبانی، ۳ پیشنهاد درخواست میزبانی جام ملت‌های آفریقا ۲۰۱۵ یا جام ملت‌های آفریقا ۲۰۱۷ از جمهوری دموکراتیک کنگو، مراکش و آفریقای جنوبی دریافت کرد. هر سه پیشنهاد در ابتدا در فهرست کوتاه قرار گرفتند. سپس اعضای CAF در ماه نوامبر و دسامبر ۲۰۱۰ از شرایط استادیوم‌ها، زیرساخت‌ها و علاقه‌های فوتبال هر سه کشور بازدید کردند. آنها اولین بار از کنگو بازدید کردند. اما اندکی پس از بازرسی، کنگو به CAF اعلام کرد که آنها پیشنهادها خود را برای رقابت‌های جام جهانی ۲۰۱۵ و ۲۰۱۷ حذف خواهند کرد. مراکش کشور بعدی بود که مورد بازرسی قرار گرفت و CAF در اوایل ماه نوامبر ۲۰۱۰ از کشور دیدن کرد. در نهایت آفریقای جنوبی در دسامبر ۲۰۱۰ بازرسی شد.
در ۲۹ ژانویه ۲۰۱۱ و در جریان 2011 CAF Super Cup، هیئت مدیره CAF تصمیم گرفت که مراکش جام ملت‌های آفریقا ۲۰۱۵ را برگزار کند، در حالی که دوره بعدی یعنی ۲۰۱۷ در آفریقای جنوبی برگزار خواهد شد. چهار شهر مراکش که قرار بود مسابقه‌ها را برگزار کنند عبارت بودند از: رباط، مراکش، آگادیور و تانجیر که توسط کمیته اجرایی CAF در ۲۳ سپتامبر ۲۰۱۳ اعلام شد. کازابلانکا به عنوان محل رزرو انتخاب شد.

### انصراف مراکش از میزبانی
در اکتبر ۲۰۱۴، دولت مراکش خواستار تعویق این مسابقات به دلیل شیوع ویروس ابولا در غرب آفریقا شد. بعد از اینکه موضوع در نشست کمیته اجرایی در تاریخ ۲ نوامبر ۲۰۱۴ مورد بحث قرار گرفت، CAF تصمیم گرفت تا تاریخ مسابقه را حفظ کند و از فدراسیون سلطنتی فوتبال مراکش درخواست کرد که آیا هنوز مایل هستند مسابقات را برگزار کنند. در تاریخ ۸ نوامبر، مراکش نتوانست به این مهلت رسیدگی کند تا تأیید کند که این مسابقات میزبان است. سه روز بعد CAF تأیید کرد که مراکش میزبان این مسابقات نیست و یک میزبان جدید از لیستی از کشورهایی که ابراز علاقه کرده‌اند انتخاب شده‌است. مراکش که قبلاً به عنوان میزبان شناخته شده بود از شرکت در مسابقات رد شد.
CAF به موجب قرارداد امضا شده در آوریل ۲۰۱۴، اقدام قانونی علیه مراکش را تأیید کرد. در تاریخ ۶ فوریه ۲۰۱۵، CAF اعلام کرد که مراکشی از دو دوره بعدی جام ملت‌های آفریقا محروم شده‌است، جریمه ۱ میلیون دلار آمریکا و همچنین تقاضای ۹ میلیون دلار در جبران خسارت دارد. اما ممنوعیت توسط دادگاه داوری برای ورزش لغو شد، به این معنی که مراکش ممکن است به این مسابقات وارد شود.
مصر، غنا، آفریقای جنوبی و سودان درخواست خود را برای میزبانی اعلام کردند. همچنین آنگولا، میزبان مسابقات سال ۲۰۱۰، از سوی کنفدراسیون فوتبال آفریقا به عنوان یک جایگزین بالقوه به دلیل ورزشگاه‌ها و زیرساخت‌های موجود در این کشور مطرح شد. با این حال، یک عضو فدراسیون فوتبال آنگولا اعلام کرد که این امر نمی‌تواند امکان‌پذیر باشد زیرا بودجه جدید دولت شامل میزبانی هیچ مسابقاتی نیست.

### تعیین نهایی میزبان
در ۱۴ نوامبر ۲۰۱۴، CAF اعلام کرد که گینه استوایی میزبان مسابقات است.

## بازیهای مقدماتی

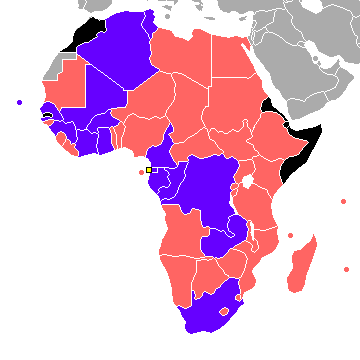

مسابقات در چهار مرحله شامل سه مرحله مقدماتی و مرحله گروهی نهایی انجام شد. ۲۱ تیم با بهترین امتیاز به مرحله گروهی داده شدند، در حالی که ۲۶ تیم دیگر در دور دوم مقدماتی بازی کردند و چهار تیم کمترین رتبه در دور اول را آغاز کردند. سه دوره مقدماتی، یک سری مسابقات، با برنده شدن در این رقابت‌ها بود.
۵۱ کشور به مسابقات وارد شدند (به استثنای میزبان اصلی مراکش). این اولین رقابت تیم ملی فوتبال سودان جنوبی بود. تیم ملی فوتبال جیبوتی و تیم ملی فوتبال سومالی وارد مسابقات نشدند.
مراکش به‌طور خودکار به عنوان میزبان واجد شرایط بود؛ با این حال، پس از امتناع از میزبانی، آنها توسط CAF از مسابقات اخراج شدند. گینه استوایی به عنوان میزبان جدید انتخاب شد و به رغم حضور در بازیکنان و رد صلاحیت از سوی بازیکنانی که نامناسب بودند، برای مسابقات اتوماتیک واجد شرایط شدند. نیجریه مدافع عنوان قهرمانی موفق به راهیابی به مسابقات نهایی نشد.

### تیم‌های راه یافته به مرحله نهایی
| کشور                  | راه یافته به عنوان     | تاریخ راه‌یابی  | دوره‌هایی که حضور داشته‌است 1–2                                                                                               |
| --------------------- | ---------------------- | -------------- | --- |
| گینه استوایی          | میزبان                 | ۱۴ نوامبر ۲۰۱۴ | ۱ (۲۰۱۲) |
| آفریقای جنوبی         | تیم اول گروه A         | ۱۵ نوامبر ۲۰۱۴ | ۸ (۱۹۹۶, ۱۹۹۸, ۲۰۰۰, ۲۰۰۲, ۲۰۰۴, ۲۰۰۶, ۲۰۰۸, ۲۰۱۳)                                                                          |
| کنگو                  | تیم دوم گروه A         | ۱۹ نوامبر ۲۰۱۴ | ۶ (۱۹۶۸, ۱۹۷۲, ۱۹۷۴, ۱۹۷۸, ۱۹۹۲, ۲۰۰۰)                                                                                      |
| الجزایر               | تیم اول گروه B         | ۱۵ اکتبر ۲۰۱۴  | ۱۵ (۱۹۶۸, ۱۹۸۰, ۱۹۸۲, ۱۹۸۴, ۱۹۸۶, ۱۹۸۸, ۱۹۹۰, ۱۹۹۲, ۱۹۹۶, ۱۹۹۸, ۲۰۰۰, ۲۰۰۲, ۲۰۰۴, ۲۰۱۰, ۲۰۱۳)                               |
| مالی                  | تیم دوم گروه B         | ۱۹ نوامبر ۲۰۱۴ | ۸ (۱۹۷۲, ۱۹۹۴, ۲۰۰۲, ۲۰۰۴, ۲۰۰۸, ۲۰۱۰, ۲۰۱۲, ۲۰۱۳)                                                                          |
| گابن                  | تیم اول گروه C         | ۱۵ نوامبر ۲۰۱۴ | ۵ (۱۹۹۴, ۱۹۹۶, ۲۰۰۰, ۲۰۱۰, ۲۰۱۲)                                                                                            |
| بورکینافاسو           | تیم دوم گروه C         | ۱۵ نوامبر ۲۰۱۴ | ۹ (۱۹۷۸, ۱۹۹۶, ۱۹۹۸, ۲۰۰۰, ۲۰۰۲, ۲۰۰۴, ۲۰۱۰, ۲۰۱۲, ۲۰۱۳)                                                                    |
| کامرون                | تیم اول گروه D         | ۱۵ نوامبر ۲۰۱۴ | ۱۶ (۱۹۷۰, ۱۹۷۲, ۱۹۸۲, ۱۹۸۴, ۱۹۸۶, ۱۹۸۸, ۱۹۹۰, ۱۹۹۲, ۱۹۹۶, ۱۹۹۸, ۲۰۰۰, ۲۰۰۲, ۲۰۰۴, ۲۰۰۶, ۲۰۰۸, ۲۰۱۰)                         |
| ساحل عاج              | تیم دوم گروه D         | ۱۹ نوامبر ۲۰۱۴ | ۲۰ (۱۹۶۵, ۱۹۶۸, ۱۹۷۰, ۱۹۷۴, ۱۹۸۰, ۱۹۸۴, ۱۹۸۶, ۱۹۸۸, ۱۹۹۰, ۱۹۹۲, ۱۹۹۴, ۱۹۹۶, ۱۹۹۸, ۲۰۰۰, ۲۰۰۲, ۲۰۰۶, ۲۰۰۸, ۲۰۱۰, ۲۰۱۲, ۲۰۱۳) |
| غنا                   | تیم اول گروه E         | ۱۹ نوامبر ۲۰۱۴ | ۱۹ (۱۹۶۳, ۱۹۶۵, ۱۹۶۸, ۱۹۷۰, ۱۹۷۸, ۱۹۸۰, ۱۹۸۲, ۱۹۸۴, ۱۹۹۲, ۱۹۹۴, ۱۹۹۶, ۱۹۹۸, ۲۰۰۰, ۲۰۰۲, ۲۰۰۶, ۲۰۰۸, ۲۰۱۰, ۲۰۱۲, ۲۰۱۳)       |
| گینه                  | تیم دوم گروه E         | ۱۹ نوامبر ۲۰۱۴ | ۱۰ (۱۹۷۰, ۱۹۷۴, ۱۹۷۶, ۱۹۸۰, ۱۹۹۴, ۱۹۹۸, ۲۰۰۴, ۲۰۰۶, ۲۰۰۸, ۲۰۱۲)                                                             |
| کیپ ورد               | تیم اول گروه F         | ۱۵ اکتبر ۲۰۱۴  | ۱ (۲۰۱۳) |
| زامبیا                | تیم دوم گروه F         | ۱۵ نوامبر ۲۰۱۴ | ۱۶ (۱۹۷۴, ۱۹۷۸, ۱۹۸۲, ۱۹۸۶, ۱۹۹۰, ۱۹۹۲, ۱۹۹۴, ۱۹۹۶, ۱۹۹۸, ۲۰۰۰, ۲۰۰۲, ۲۰۰۶, ۲۰۰۸, ۲۰۱۰, ۲۰۱۲, ۲۰۱۳)                         |
| تونس                  | تیم اول گروه G         | ۱۴ نوامبر ۲۰۱۴ | ۱۶ (۱۹۶۲, ۱۹۶۳, ۱۹۶۵, ۱۹۷۸, ۱۹۸۲, ۱۹۹۴, ۱۹۹۶, ۱۹۹۸, ۲۰۰۰, ۲۰۰۲, ۲۰۰۴, ۲۰۰۶, ۲۰۰۸, ۲۰۱۰, ۲۰۱۲, ۲۰۱۳)                         |
| سنگال                 | تیم دوم گروه G         | ۱۵ نوامبر ۲۰۱۴ | ۱۲ (۱۹۶۵, ۱۹۶۸, ۱۹۸۶, ۱۹۹۰, ۱۹۹۲, ۱۹۹۴, ۲۰۰۰, ۲۰۰۲, ۲۰۰۴, ۲۰۰۶, ۲۰۰۸, ۲۰۱۲)                                                 |
| جمهوری دموکراتیک کنگو | بهترین تیم سوم گروه ها | ۱۹ نوامبر ۲۰۱۴ | ۱۶ (۱۹۶۵, ۱۹۶۸, ۱۹۷۰, ۱۹۷۲, ۱۹۷۴, ۱۹۷۶, ۱۹۸۸, ۱۹۹۲, ۱۹۹۴, ۱۹۹۶, ۱۹۹۸, ۲۰۰۰, ۲۰۰۲, ۲۰۰۴, ۲۰۰۶, ۲۰۱۳)                         |

1 بولد قهرمان مسابقات.
2 ایتالیک میزبان مسابقات.

## ورزشگاه‌ها
چهار شهر گینه استوایی که برای برگزاری این مسابقات انتخاب شدند، مالابو، باتا، مغولو و اببیین بودند.
مالابو و باتا همچنین میزبان جام ملت‌های آفریقا ۲۰۱۲ بودند.
غربالگری برای ابولا به تمام تماشاگران شرکت کننده در مسابقات داده شد.
| باتا            | مالابو                  | MongomoBataMalaboEbebiyín | Mongomo            | Ebebiyín               |
| Estadio de Bata | Nuevo Estadio de Malabo | MongomoBataMalaboEbebiyín | Estadio de Mongomo | Estadio Mannuel Enguru |
| ظرفیت: ۴۱٬۰۰۰   | ظرفیت: ۱۵٬۲۵۰           | MongomoBataMalaboEbebiyín | ظرفیت: ۱۵٬۰۰۰      | ظرفیت: ۸٬۰۰۰           |
|                 |                         | MongomoBataMalaboEbebiyín |                    |                        |

## سید بندی
سیدبندی نهایی در تاریخ ۳ دسامبر ۲۰۱۴ در مالابو برگزار شد.
۱۶ تیم بر اساس رتبه‌بندی CAF به ۴ گلدان تقسیم شده‌اند و میزبان گینه استوایی در گلدان ۱ به صورت خودکار قرار گرفت.
ملاک رتبه‌بندی استفاده از نتایج تیم‌ها در رقابت‌های جام ملت‌های آفریقا ۲۰۱۵ (با وزن ۲)، رقابت‌های جام ملت‌های آفریقا ۲۰۱۳ (با وزن ۳) و رقبا (با وزن ۱)، جام ملت‌های آفریقا ۲۰۱۲ (با وزن ۲) و مقدماتی (با وزن ۰٫۵)، جام ملت‌های آفریقا ۲۰۱۰ (با وزن ۱) و مقدماتی جام جهانی ۲۰۱۴ بود.
| گلدان ۱ | گلدان ۲                                                                               | گلدان ۳                                                                                       | گلدان ۴                                                                                     |
| --- | ------------------------------------------------------------------------------------- | --------------------------------------------------------------------------------------------- | ------------------------------------------------------------------------------------------- |
| گینه استوایی (میزبان؛ در نظر گرفته به عنوان تیم اول گروه A) · غنا (48 امتیاز) · ساحل عاج (44 امتیاز) · زامبیا (41 امتیاز) | بورکینافاسو (40 امتیاز) · مالی (38 امتیاز) · تونس (32.5 امتیاز) · الجزایر (28 امتیاز) | کیپ ورد (26.5 امتیاز) · آفریقای جنوبی (23.5 امتیاز) · کامرون (23.5 امتیاز) · گابن (22 امتیاز) | گینه (19 امتیاز) · سنگال (19 امتیاز) · جمهوری دموکراتیک کنگو (18 امتیاز) · کنگو (13 امتیاز) |

## داوران و کمک داوران مسابقات
داوران
| - مهدی عبید شارف - Juste Ephrem Zio - Néant Alioum - نوماندیز دوئه - جهاد جریشه - باملاک تسما ویسا - Eric Otogo-Castane - باکاری گاساما | - Joseph Lamptey - Aboubacar Mario Bangoura - Hamada Nampiandraza - کومان کولیبالی - Ali Lemghaifry - Rajindraparsad Seechurn - Bouchaïb El Ahrach | - ملانگ دیدیو - Bernard Camille - Victor Gomes - Med Said Kordi - جانی سیکازوه |

کمک داوران
| - Albdelhak Etchiali - Jerson Emiliano Dos Santos - Jean-Claude Birumushahu - Oamogetse Godisamang - Evarist Menkouande - Yéo Songuifolo - Hassan Egueh Yacin - Tahssen Abo El Sadat Bedyer | - Angesom Ogbamariam - Malik Alidu Salifu - Aboubacar Doumbouya - Marwa Range - Redouane Achik - Yahaya Mahamadou - Peter Edibe - Theogene Ndagijimana | - Djibril Camara - El Hadji Malick Samba - Zakhele Siwela - Ali Waleed Ahmed - Anouar Hmila |

## مرحله گروهی

### قوانین صعود به دور بعد
جایی که دو یا چند تیم واجد امتیاز مساوی در مرحله گروهی باشند رتبه‌بندی آن‌ها با معیارهای زیر تعیین می‌شود:
1. امتیاز بدست آمده در مسابقات بین تیم‌های با امتیاز مساوی؛
2. تفاضل گل در مسابقات بین تیم‌های با امتیاز مساوی؛
3. تعداد گلهایی که در مسابقات گروهی بین تیم‌های با امتیاز مساوی به ثمر رساند؛
4. تعداد گلهای دور در مسابقات بین تیم‌های مورد نظر؛
5. تفاوت گل در تمام مسابقات گروهی؛
6. تعداد گلها در تمام مسابقات گروهی؛
7. تصمیم‌گیری کمیته سازماندهی مسابقات.

### گروه A
| جایگاه | تیم              | بازی | برد | تساوی | باخت | گل‌زده | گل‌خورده | تفاضل گل | امتیاز |                    |
| ------ | ---------------- | ---- | --- | ----- | ---- | ----- | ------- | -------- | ------ | ------------------ |
| ۱      | کنگو             | ۳    | ۲   | ۱     | ۰    | ۴     | ۲       | +۲       | ۷      | صعود به مرحله حذفی |
| ۲      | گینه استوایی (H) | ۳    | ۱   | ۲     | ۰    | ۳     | ۱       | +۲       | ۵      | صعود به مرحله حذفی |
| ۳      | گابن             | ۳    | ۱   | ۰     | ۲    | ۲     | ۳       | −۱       | ۳      |                    |
| ۴      | بورکینافاسو      | ۳    | ۰   | ۱     | ۲    | ۱     | ۴       | −۳       | ۱      |                    |

(H) میزبان..
| ۱۷ ژانویه ۲۰۱۵ |     |              |                                     |
| گینه استوایی   | 1–1 | کنگو         | Estadio de Bata, باتا               |
| بورکینافاسو    | 0–2 | گابن         | Estadio de Bata, باتا               |
| ۲۱ ژانویه ۲۰۱۵ |     |              |                                     |
| گینه استوایی   | 0–0 | بورکینافاسو  | Estadio de Bata, باتا               |
| گابن           | 0–1 | کنگو         | Estadio de Bata, باتا               |
| ۲۵ ژانویه ۲۰۱۵ |     |              |                                     |
| گابن           | 0–2 | گینه استوایی | Estadio de Bata, باتا               |
| جمهوری کنگو    | 2–1 | بورکینافاسو  | Nuevo Estadio de Ebebiyín, Ebebiyín |

### گروه B
| جایگاه | تیم                   | بازی | برد | تساوی | باخت | گل‌زده | گل‌خورده | تفاضل‌گل‌ | امتیاز |                    |
| ------ | --------------------- | ---- | --- | ----- | ---- | ----- | ------- | ------- | ------ | ------------------ |
| ۱      | تونس                  | ۳    | ۱   | ۲     | ۰    | ۴     | ۳       | +۱      | ۵      | صعود به مرحله حذفی |
| ۲      | جمهوری دموکراتیک کنگو | ۳    | ۰   | ۳     | ۰    | ۲     | ۲       | ۰       | ۳      | صعود به مرحله حذفی |
| ۳      | کیپ ورد               | ۳    | ۰   | ۳     | ۰    | ۱     | ۱       | ۰       | ۳      |                    |
| ۴      | زامبیا                | ۳    | ۰   | ۲     | ۱    | ۲     | ۳       | −۱      | ۲      |                    |

| ۱۸ ژانویه ۲۰۱۵        |     |                       |                                     |
| زامبیا                | 1–1 | جمهوری دموکراتیک کنگو | Nuevo Estadio de Ebebiyín, Ebebiyín |
| تونس                  | 1–1 | کیپ ورد               | Nuevo Estadio de Ebebiyín, Ebebiyín |
| ۲۲ ژانویه ۲۰۱۵        |     |                       |                                     |
| زامبیا                | 1–2 | تونس                  | Nuevo Estadio de Ebebiyín, Ebebiyín |
| کیپ ورد               | 0–0 | جمهوری دموکراتیک کنگو | Nuevo Estadio de Ebebiyín, Ebebiyín |
| ۲۶ ژانویه ۲۰۱۵        |     |                       |                                     |
| کیپ ورد               | 0–0 | زامبیا                | Nuevo Estadio de Ebebiyín, Ebebiyín |
| جمهوری دموکراتیک کنگو | 1–1 | تونس                  | Estadio de Bata, باتا               |

### گروه C
| جایگاه | تیم           | بازی | برد | تساوی | باخت | گل‌زده | گل‌خورده | تفاضل‌گل‌ | امتیاز | صلاحیت             |
| ------ | ------------- | ---- | --- | ----- | ---- | ----- | ------- | ------- | ------ | ------------------ |
| ۱      | غنا           | ۳    | ۲   | ۰     | ۱    | ۴     | ۳       | +۱      | ۶      | صعود به مرحله حذفی |
| ۲      | الجزایر       | ۳    | ۲   | ۰     | ۱    | ۵     | ۲       | +۳      | ۶      | صعود به مرحله حذفی |
| ۳      | سنگال         | ۳    | ۱   | ۱     | ۱    | ۳     | ۴       | −۱      | ۴      |                    |
| ۴      | آفریقای جنوبی | ۳    | ۰   | ۱     | ۲    | ۳     | ۶       | −۳      | ۱      |                    |

| ۱۹ ژانویه ۲۰۱۵ |     |               |                                 |
| غنا            | 1–2 | سنگال         | Estadio de Mongomo, Mongomo     |
| الجزایر        | 3–1 | آفریقای جنوبی | Estadio de Mongomo, Mongomo     |
| ۲۳ ژانویه ۲۰۱۵ |     |               |                                 |
| غنا            | 1–0 | الجزایر       | Estadio de Mongomo, Mongomo     |
| آفریقای جنوبی  | 1–1 | سنگال         | Estadio de Mongomo, Mongomo     |
| ۲۷ ژانویه ۲۰۱۵ |     |               |                                 |
| آفریقای جنوبی  | 1–2 | غنا           | Estadio de Mongomo, Mongomo     |
| سنگال          | 0–2 | الجزایر       | Nuevo Estadio de Malabo, مالابو |

### گروه D
| جایگاه | تیم      | بازی | برد | تساوی | باخت | گل‌زده | گل‌خورده | تفاضل‌گل‌ | امتیاز | صلاحیت             |
| ------ | -------- | ---- | --- | ----- | ---- | ----- | ------- | ------- | ------ | ------------------ |
| ۱      | ساحل عاج | ۳    | ۱   | ۲     | ۰    | ۳     | ۲       | +۱      | ۵      | صعود به مرحله حذفی |
| ۲      | گینه     | ۳    | ۰   | ۳     | ۰    | ۳     | ۳       | ۰       | ۳      | صعود به مرحله حذفی |
| ۳      | مالی     | ۳    | ۰   | ۳     | ۰    | ۳     | ۳       | ۰       | ۳      |                    |
| ۴      | کامرون   | ۳    | ۰   | ۲     | ۱    | ۲     | ۳       | −۱      | ۲      |                    |

گینه و مالی در بازی رو در رو، تفاضل گل و تعداد گل‌های زده در شرایط یکسانی قرار گرفتند. براساس قرعه کشی گینه به عنوان تیم دوم گروه انتخاب و راهی مرحله بعد شد.
| ۲۰ ژانویه ۲۰۱۵ |     |          |                                 |
| ساحل عاج       | 1–1 | گینه     | Nuevo Estadio de Malabo, مالابو |
| مالی           | 1–1 | کامرون   | Nuevo Estadio de Malabo, مالابو |
| ۲۴ ژانویه ۲۰۱۵ |     |          |                                 |
| ساحل عاج       | 1–1 | مالی     | Nuevo Estadio de Malabo, مالابو |
| کامرون         | 1–1 | گینه     | Nuevo Estadio de Malabo, مالابو |
| ۲۸ ژانویه ۲۰۱۵ |     |          |                                 |
| کامرون         | 0–1 | ساحل عاج | Nuevo Estadio de Malabo, مالابو |
| گینه           | 1–1 | مالی     | Estadio de Mongomo, Mongomo     |

## مرحله حذفی

### نمودار
|  | یک‌چهارم نهایی         | یک‌چهارم نهایی       |                         |              | نیمه‌نهایی‌                            | نیمه‌نهایی‌ |  |  | نهایی               | نهایی |
|  |                       |                     |                         |              |                                      |           |  |  |                     |       |
|  | 31 January – باتا     |                     |                         |              |                                      |           |  |  |                     |       |
|  |                       |                     |                         |              |                                      |           |  |  |                     |       |
|  | کنگو                  | 2                   |                         |              |                                      |           |  |  |                     |       |
|  | کنگو                  | 2                   | 4 February – باتا       |              |                                      |           |  |  |                     |       |
|  | جمهوری دموکراتیک کنگو | 4                   |                         |              |                                      |           |  |  |                     |       |
|  | جمهوری دموکراتیک کنگو | 4                   | جمهوری دموکراتیک کنگو   | 1            |                                      |           |  |  |                     |       |
|  | 1 February – مالابو   |                     | جمهوری دموکراتیک کنگو   | 1            |                                      |           |  |  |                     |       |
|  |                       | ساحل عاج            | 3                       |              |                                      |           |  |  |                     |       |
|  | ساحل عاج              | ساحل عاج            | 3                       | 3            |                                      |           |  |  |                     |       |
|  | ساحل عاج              |                     | 8 February – باتا       | 3            |                                      |           |  |  |                     |       |
|  | الجزایر               | 1                   |                         |              |                                      |           |  |  |                     |       |
|  | الجزایر               | 1                   | ساحل عاج (ضربات پنالتی) | 0 (9)        |                                      |           |  |  |                     |       |
|  | 1 February – مالابو   |                     | ساحل عاج (ضربات پنالتی) | 0 (9)        |                                      |           |  |  |                     |       |
|  |                       | غنا                 | 0 (8)                   |              |                                      |           |  |  |                     |       |
|  | غنا                   | غنا                 | 0 (8)                   | 3            |                                      |           |  |  |                     |       |
|  | غنا                   | 5 February – مالابو |                         | 3            |                                      |           |  |  |                     |       |
|  | گینه                  | 0                   |                         |              |                                      |           |  |  |                     |       |
|  | گینه                  | 0                   | غنا                     | 3            | مکان سوم                             | مکان سوم  |  |  |                     |       |
|  | 31 January – باتا     |                     | غنا                     | 3            | مکان سوم                             | مکان سوم  |  |  |                     |       |
|  |                       | گینه استوایی        | 0                       |              |                                      |           |  |  |                     |       |
|  | تونس                  | گینه استوایی        | 0                       | 1            | جمهوری دموکراتیک کنگو (ضربات پنالتی) | 0 (4)     |  |  |                     |       |
|  | تونس                  |                     |                         | 1            | جمهوری دموکراتیک کنگو (ضربات پنالتی) | 0 (4)     |  |  |                     |       |
|  | گینه استوایی (و.ا.)   | 2                   |                         | گینه استوایی | 0 (2)                                |           |  |  |                     |       |
|  | گینه استوایی (و.ا.)   | 2                   |                         |              | 0 (2)                                |           |  |  |                     |       |
|  |                       |                     |                         |              |                                      |           |  |  | 7 February – مالابو |       |
|  |                       |                     |                         |              |                                      |           |  |  |                     |       |

### یک چهارم نهایی
| کنگو                           | ۲–۴    | جمهوری دموکراتیک کنگو                         |
| ------------------------------ | ------ | --------------------------------------------- |
| فریبوری دوره ۵۵' · Bifouma ۶۲' | Report | Mbokani ۶۵'، ۹۰+۱' · Bokila ۷۵' · Kimwaki ۸۱' |

| تونس              | ۱–۲ (و.ا.) | گینه استوایی                |
| ----------------- | ---------- | --------------------------- |
| احمد العکایشی ۷۰' | Report     | Balboa ۹۰+۳' (پنالتی)، ۱۰۲' |

| غنا                                    | ۳–۰    | گینه |
| -------------------------------------- | ------ | ---- |
| کریستین آتسو ۴'، ۶۱' · کویسی اپیاه ۴۴' | Report |      |

| ساحل عاج                              | ۳–۱    | الجزایر                |
| ------------------------------------- | ------ | ---------------------- |
| ویلفرید بونی ۲۶'، ۶۸' · ژروینیو ۹۰+۴' | Report | العربی هلال سودانی ۵۱' |

### نیمه نهایی
| کنگو                 | ۱–۳    | ساحل عاج                                |
| -------------------- | ------ | --------------------------------------- |
| Mbokani ۲۴' (پنالتی) | Report | یحیی توره ۲۰' · ژروینیو ۴۱' · Kanon ۶۸' |

| غنا                                                        | ۳–۰    | گینه استوایی |
| ---------------------------------------------------------- | ------ | ------------ |
| ژردن ایو ۴۲' (پنالتی) · واکاسو مبارک ۴۵+۱' · آندره ایو ۷۵' | Report |              |

### رده‌بندی سوم و چهارمی
| کنگو                                 | ۰–۰    | گینه استوایی                        |
| ------------------------------------ | ------ | ----------------------------------- |
|                                      | Report |                                     |
| ضربات پنالتی                         |        |                                     |
| Mabwati · Mabidi · Mbemba · Mongongu | ۴–۲    | Balboa · Fabiani · Juvenal · Ellong |

Note: no extra-time was played

### فینال
| ساحل عاج | ۰–۰ (و.ا.) | غنا |
| --- | ---------- | --- |
| | Report     | |
| ضربات پنالتی |            | |
| ویلفرید بونی · Tallo · سرژ اوریه · سیدو دومبیا · یحیی توره · سالومون کالو · کولو توره · Kanon · اریک بایی · سری دیه · بوبکر بری | ۹–۸        | واکاسو مبارک · ژردن ایو · افریه اخواه · Acheampong · آندره ایو · جاناتان منساه · امانوئل آگیمانگ-بدو · هریسون افول · بابا رحمان · جان بوی · Razak |

## قهرمان

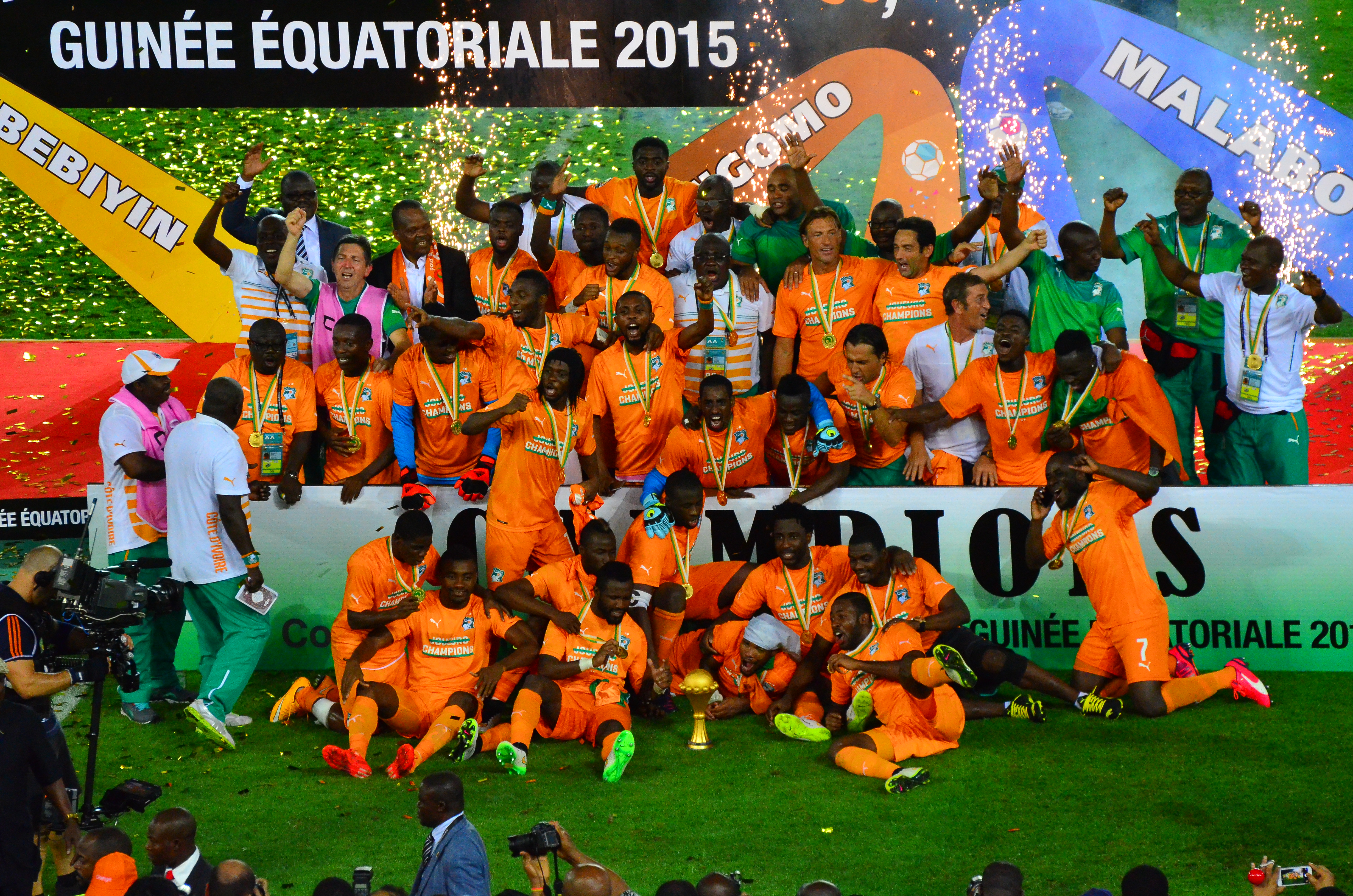
تیم ملی فوتبال ساحل عاج
قهرمان جام ملت‌های آفریقا ۲۰۱۵

| قهرمان جام ملت‌های آفریقا 2015 |
| ----------------------------- |
| · ساحل عاج · دومین عنوان      |

## آمار جام

### گلزنان
۳ گل
- Thievy Bifouma
- Dieumerci Mbokani
- Javier Balboa
- آندره ایو
- احمد العکایشی

۲ گل
- Jeremy Bokila
- کریستین آتسو
- ویلفرید بونی
- ژروینیو
- مکس گریدل

۱ گل
- نبیل بن‌طالب
- فوزی غلام
- ریاض محرز
- اسلام سلیمانی
- العربی هلال سودانی
- Aristide Bancé
- بنژامن موکانژو
- Ambroise Oyongo
- Héldon
- فریبوری دوره
- Fabrice Ondama
- Prince Oniangue
- یانیک بولازی
- Joël Kimwaki
- امیلیو ان‌سوئه
- Ibán Edú
- پیر امریک اوبامیانگ
- Malick Evouna
- کویسی اپیاه
- ژردن ایو
- جان بوی
- آساموا جیان
- واکاسو مبارک
- کوین کنستانت
- Ibrahima Traoré
- Mohamed Yattara
- سیدو دومبیا
- Wilfried Kanon
- یحیی توره
- باکاری ساکو
- Modibo Maïga
- Sambou Yatabaré
- مامه بیرام دیوف
- کارا ام‌بوج
- موسی سو
- Oupa Manyisa
- Mandla Masango
- Thuso Phala
- یاسین شیخاوی
- محمد علی منصر
- امانوئل مایوکا
- Given Singuluma

۱ گل به خودی
- Thulani Hlatshwayo (در بازی برابر الجزایر)

### جوایز
بیشترین گل زده
- آندره ایو

| نام بازیکن        | تعداد بازی‌ها | تعداد گل | پاس گل | دقایق بازی | منبع   |
| ----------------- | ------------ | -------- | ------ | ---------- | ------ |
| آندره ایو         | ۶            | ۳        | ۲      |            | [ ۴۰ ] |
| Thievy Bifouma    | ۴            | ۳        |        |            |        |
| احمد العکایشی     | ۴            | ۳        |        |            |        |
| Dieumerci Mbokani | ۶            | ۳        | ۱      |            |        |
| Javier Balboa     | ۶            | ۳        |        |            |        |

بهترین بازیکن مسابقات
- کریستین آتسو

بهترین گلر
- سیلواین ژبوهو

زیباترین گل
- کریستین آتسو vs. Guinea (3rd goal of the match)

بازیکن جوانمرد
- کویسی اپیاه

تیم جوانمرد جمهوری دموکراتیک کنگو
تیم منتخب جام (انتخاب شده توسط CAF)
| گلر                                  | مدافعان                         | هافبک‌ها                                            | مهاجمان                   |
| ------------------------------------ | ------------------------------- | -------------------------------------------------- | ------------------------- |
| سیلواین ژبوهو Robert Kidiaba (ذخیره) | سرژ اوریه هریسون افول کولو توره | آندره ایو یحیی توره مکس گریدل یانیک بولازی ژروینیو | کریستین آتسو ویلفرید بونی |

### جدول رده‌بندی نهایی جام
| جایگاه | تیم              | بازی | برد | تساوی | باخت | گل‌زده | گل‌خورده | تفاضل‌گل‌ | امتیاز | نتیجه کسب شده          |
| ------ | ---------------- | ---- | --- | ----- | ---- | ----- | ------- | ------- | ------ | ---------------------- |
| ۱      | ساحل عاج         | ۶    | ۳   | ۳     | ۰    | ۹     | ۰       | +۹      | ۱۲     | قهرمان                 |
| ۲      | غنا              | ۶    | ۴   | ۱     | ۱    | ۱۰    | ۰       | +۱۰     | ۱۳     | دوم                    |
| ۳      | Congo DR         | ۶    | ۱   | ۴     | ۱    | ۷     | ۰       | +۷      | ۷      | سوم                    |
| ۴      | گینه استوایی (H) | ۶    | ۲   | ۳     | ۱    | ۵     | ۵       | ۰       | ۹      | چهارم                  |
|        |                  |      |     |       |      |       |         |         |        |                        |
| ۵      | کنگو             | ۴    | ۲   | ۱     | ۱    | ۶     | ۰       | +۶      | ۷      | حضور در یک چهارم نهایی |
| ۶      | الجزایر          | ۴    | ۲   | ۰     | ۲    | ۶     | ۰       | +۶      | ۶      | حضور در یک چهارم نهایی |
| ۷      | تونس             | ۴    | ۱   | ۲     | ۱    | ۵     | ۰       | +۵      | ۵      | حضور در یک چهارم نهایی |
| ۸      | گینه             | ۴    | ۰   | ۳     | ۱    | ۳     | ۰       | +۳      | ۳      | حضور در یک چهارم نهایی |
|        |                  |      |     |       |      |       |         |         |        |                        |
| ۹      | سنگال            | ۳    | ۱   | ۱     | ۱    | ۳     | ۰       | +۳      | ۴      | حضور در مرحله گروهی    |
| ۱۰     | مالی             | ۳    | ۰   | ۳     | ۰    | ۳     | ۰       | +۳      | ۳      | حضور در مرحله گروهی    |
| ۱۱     | کیپ ورد          | ۳    | ۰   | ۳     | ۰    | ۱     | ۰       | +۱      | ۳      | حضور در مرحله گروهی    |
| ۱۲     | گابن             | ۳    | ۱   | ۰     | ۲    | ۲     | ۰       | +۲      | ۳      | حضور در مرحله گروهی    |
| ۱۳(T)  | کامرون           | ۳    | ۰   | ۲     | ۱    | ۲     | ۳       | −۱      | ۲      | حضور در مرحله گروهی    |
| ۱۳(T)  | زامبیا           | ۳    | ۰   | ۲     | ۱    | ۲     | ۳       | −۱      | ۲      | حضور در مرحله گروهی    |
| ۱۵     | آفریقای جنوبی    | ۳    | ۰   | ۱     | ۲    | ۳     | ۰       | +۳      | ۱      | حضور در مرحله گروهی    |
| ۱۶     | بورکینافاسو      | ۳    | ۰   | ۱     | ۲    | ۱     | ۰       | +۱      | ۱      | حضور در مرحله گروهی    |